# Gisèle Pineau
Pour les articles homonymes, voir Pineau.
Gisèle Pineau, née le 18 mai 1956 à Paris de parents originaires de la Guadeloupe, est une femme de lettres française.

## Biographie

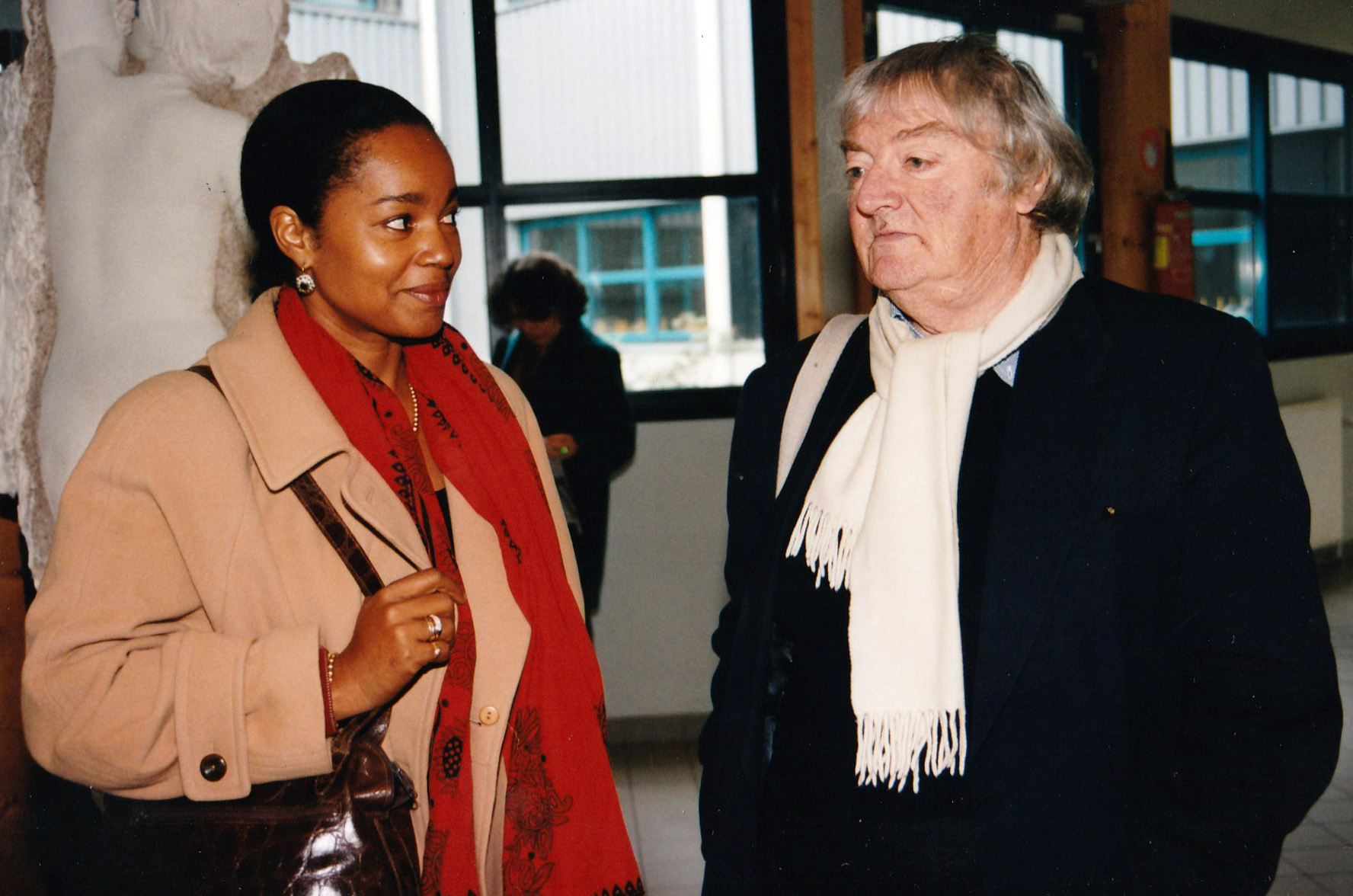
Gisèle Pineau et Jacques Lacarrière au Festival international de géographie 1998

### Enfance
Le père de Gisèle Pineau étant militaire, lui et sa famille vont vivre dans différents endroits du monde, du Congo à la France hexagonale. La jeune Gisèle y vit ses premières expériences de racisme et trouve du réconfort dans la lecture. La famille Pineau retourne aux Antilles en 1970.

### Études et profession
Gisèle retourne dans l'hexagone pour des études de lettres qu'elle abandonne au profit d'études d'infirmière. Elle devient infirmière en psychiatrie - expérience qu'elle raconte dans Folie, aller simple - et reste à Paris jusqu'en 1979 avant de regagner la Guadeloupe où elle travaille comme infirmière en psychiatrie au Centre hospitalier psychiatrique de Saint-Claude. En 2000, elle revient vivre à Paris pour quelques années. Elle vit aujourd'hui sur l'île de Marie-Galante.

### Écriture
Gisèle Pineau a écrit de nombreux romans, récits et nouvelles, pour les adultes et pour la jeunesse. Ses sujets de prédilection sont la mémoire transgénérationnelle, l'esclavage et l'exil. Elle porte une grande attention aux personnages féminins, qui sont largement majoritaires dans son œuvre. Elle a de plus publié avec Marie R Abraham un essai sur les femmes des Antilles intitulé Femmes des Antilles : traces et voix : cent cinquante ans après l'abolition de l'esclavage. Elle a notamment été récompensée par le Grand prix des lectrices du magazine Elle et le prix Carbet. Son œuvre a été comparée à celle de Marie-Célie Agnant.

## Œuvres

### Littérature de jeunesse
- 1992 : Un papillon dans la cité (OCLC 26751552)
- 1999 : Caraïbes sur Seine, roman. Prix roman Jeunesse Maurice 2001 (OCLC 45644417)
- 2007 : C'est la règle, roman (OCLC 49679123)
- 2008 : Les Colères du volcan, conte (OCLC 68570264)
- 2010 : L’Odyssée d’Alizée, roman (OCLC 642213129)

### Romans, récits
- 1993 : La Grande Drive des esprits, roman. Grand Prix des lectrices du magazine ELLE et Prix Carbet de la Caraïbe[6] (OCLC 32350532)
- 1994 : Tourment d'amour, nouvelle, dans le collectif Écrire la Parole de nuit, la nouvelle littéraire antillaise
- 1995 : L'Espérance-Macadam, roman. Prix RFO (OCLC 35391057)
- 1996 : L'Exil selon Julia, roman. Prix Terre de France et Prix Rotary (OCLC 36910198)
- 1998 : L'Âme prêtée aux oiseaux, roman (OCLC 40097862)
- 1998 : Le cyclone Marilyn, roman, co-écrit avec Béatrice Favereau (OCLC 39335255)
- 2001 : Case Mensonge, roman (OCLC 55737459)
- 2002 : Chair piment, roman (OCLC 52178748)
- 2007 : Fleur de barbarie, roman (OCLC 62087837)
- 2007 : Mes quatre femmes, roman (OCLC 84152229)
- 2008 : Morne Câpresse, roman (OCLC 247836874)
- 2012 : Cent vies et des poussières, roman (OCLC 809409616)
- 2015 : Les Voyages de Merry Sisal, roman
- 2016 : L’Âme prêtée aux oiseaux, roman  (ISBN 978-2-84876-496-2)
- 2018 : Le Parfum des sirènes, roman  (ISBN 978-2-7152-4476-4)
- 2020 : Ady, soleil noir, roman  (ISBN 978-2848768090), biographie romancée de Adrienne Fidelin.
- 2024 : La vie privée d'oubli, roman  (ISBN 978-2384820573)

### Ouvrages collectifs
- 2004 : Fichues racines, nouvelle, dans le collectif Paradis Brisé - Nouvelles des Caraïbes, Collection Étonnants Voyageurs
- 2009 : Nouvelles de Guadeloupe, avec Fortuné Chalumeau, Simone Schwarz-Bart, et Ernest Pépin, nouvelles (OCLC 317253504)

### Essais
- 1998 : Femmes des Antilles : traces et voix : cent cinquante ans après l'abolition de l'esclavage, biographie et histoire, co-écrit avec Marie R Abraham (OCLC 39543711)
- 2010 : Folie, aller simple : Journée ordinaire d'une infirmière, roman. Prix Carbet des lycéens 2011[7] (OCLC 505912524)

## Distinctions
- Prix Carbet de la Caraïbe et du Tout-Monde pour La Grande Drive des esprits, 1993
- Prix RFO du livre pour L'Espérance-macadam, 1996
- Prix Amerigo-Vespucci, 1998
- Prix Casa de las Américas 2012
- Finaliste du Grand prix du roman métis 2021[8]

## Hommage
La série télévisée française Zetwal Caraïbes lui rend hommage avec une scène de son livre Ady, Soleil noir interprétée par les acteurs de la série.